# فلورنتينو أمفينو (بلدية)
فلورنتينو أمفينو هي إحدى إدارات مقاطعة تشوبوت، وتقع على الساحل الأطلسي للأرجنتين.

## السكان والمساحة
يبلغ عدد السكان حوالي 1484 نسمة. تقدر المساحة 16.088 كيلومتر مربع.

## العاصمة
عاصمتها كامارونيس، التي تقع على بعد حوالي 1654 كيلومتر من العاصمة الفيدرالية.

## نبذة
تشتهر بثروتها من الميزات الجيولوجية والأحفورية. يتم عرض عينات من المنطقة في عدد من المتاحف في جميع أنحاء العالم.

## التسمية
تم تسميتها إلى العالم الأرجنتيني فلورنتينو أمفينو (18 سبتمبر 1854-6 أغسطس 1911)، عالم الطبيعة، عالم الحفريات، عالم الأنثروبولوجيا وعلم الحيوان.

## وصلات خارجية
- Ameghiana
- فلورنتينو أمفينو (Google Scholar)